# Гркомани
Гркомани (грч. Γραικομάνοι Grekománoi, цинц. Gricumanji) погрдан је израз који се користи у Бугарској, Северној Македонији, Румунији и Албанији за карактеризацију Грка који говоре арванитски, цинцарски и словенски. Термин обично значи „претварати се Грком” и подразумева негрчко порекло. Друго значење термина је фанатични Грк. Овај израз се сматра веома увредљивим за грчки народ. Гркоман се у Грчкој сматра етничким Грком, а у суседним земљама хеленизованим мањинама.